# Ԏ
Ԏ (minuskule: ԏ) je v současné době již nepoužívané písmeno cyrilice. Bylo používáno mezi roky 1920 a 1930 pro zápis jazyka komi (Molodcovova azbuka).